# Samantha J
Samantha Gonsalves (sinh ngày 10 tháng 10 năm 1996), được biết đến với nghệ danh Samantha J, là một người mẫu và ca sĩ, nhạc sĩ người Jamaica đã ký hợp đồng với Columbia Records. Cô được biết đến với bản hit năm 2013, "Váy bó sát", đã đứng đầu các bảng xếp hạng quốc tế.  Cô đã phát hành một đĩa đơn quốc tế vào năm 2015 có tên "League of My own" kết hợp với Dej Loaf.
Samantha Gonsalves được sinh ra ở Kingston, Jamaica, có cha mẹ là người gốc Bồ Đào Nha và Do Thái. Cô cư trú tại Giáo xứ Saint Ann và theo học trường Heinz Simonitsch tại Giáo xứ Saint James.  Cô được Cơ quan Si Mi Yah phát hiện, khi đang tham gia một buổi casting người mẫu & tài năng ở Ocho Rios.
Năm 2016, cô được đặc trưng trong đĩa đơn " Light It Up ", một bài hát của bộ đôi người Na Uy Marcus & Martinus. Bài hát được xếp hạng ở cả Na Uy và Thụy Điển đứng ở vị trí thứ 9 trên bảng xếp hạng VG-lista của Na Uy  và số 23 trên bảng xếp hạng Sverigetopplistan của Thụy Điển.

## Danh sách đĩa hát

### Đĩa đơn
- 2013: "Tight Skirt"
- 2015: "Bad like Yuh"
- 2015: "League of My Own" (Samantha J hợp tác với Dej Loaf)
- 2017: "Baby Love" (Samantha J hợp tác với R. City)
- 2017: "Rockets"
- 2017: "Your Body"
- 2018: "Picture" (Samantha J kết hợp với Gyptian)

Nổi bật trong
| Năm  | Chức vụ                                               | Vị trí biểu đồ đỉnh | Vị trí biểu đồ đỉnh |
| Năm  | Chức vụ                                               | NOR                 | SWE                 |
| ---- | ----------------------------------------------------- | ------------------- | ------------------- |
| 2016 | " Light It Up " (Marcus &amp; Martinus và Samantha J) | 9                   | 24                  |

## Phần thưởng và đề cử
| Năm  | Cơ quan                       | Giải thưởng | Kết quả |
| ---- | ----------------------------- | --- | ------- |
| 2013 | Giải thưởng dành cho giới trẻ | style="background: #99FF99; color: black; vertical-align: middle; text-align: center; " class="yes table-yes2"\|Đoạt giải |         |
| 2013 | Giải thưởng dành cho giới trẻ | style="background: #FDD; color: black; vertical-align: middle; text-align: center; " class="no table-no2"\|Đề cử          |         |
| 2017 | M & K                         | Người mẫu quyến rũ nhất                                                                                                   | SỢ      |
| 2017 | Tủ quần áo của W              | Người mẫu quyến rũ nhất                                                                                                   | SỢ      |